# Željko Gavrić
Željko Gavrić (Ugljevik, 5 de diciembre de 2000) es un futbolista bosnio, nacionalizado serbio, que juega en la demarcación de centrocampista para el Győri ETO F. C. de la Nemzeti Bajnokság I.

## Selección nacional
Tras jugar con la selección de fútbol sub-17 de Serbia, la sub-19 y la sub-21, finalmente hizo su debut con la selección absoluta el 7 de junio de 2021 en un encuentro amistoo contra Jamaica que finalizó con un resultado de empate a uno tras el gol de Strahinja Pavlović para Serbia, y de Andre Gray para Jamaica.

## Clubes
| Club                           | País       | Año       | Partidos | Goles |
| ------------------------------ | ---------- | --------- | -------- | ----- |
| FK Grafičar Beograd (cedido)   | Serbia     | 2019      | 44       | 16    |
| Estrella Roja de Belgrado      | Serbia     | 2020-2021 | 44       | 9     |
| Ferencvárosi T. C.             | Hungría    | 2021-2022 | 15       | 1     |
| F. C. DAC 1904 Dunajská Streda | Eslovaquia | 2022-2024 | 33       | 7     |
| Győri ETO F. C. (cedido)       | Hungría    | 2024-     | 32       | 4     |

## Palmarés

### Campeonatos nacionales
| Título              | Club                      | País    | Año  |
| ------------------- | ------------------------- | ------- | ---- |
| Superliga de Serbia | Estrella Roja de Belgrado | Serbia  | 2020 |
| Superliga de Serbia | Estrella Roja de Belgrado | Serbia  | 2021 |
| Copa de Serbia      | Estrella Roja de Belgrado | Serbia  | 2021 |
| Nemzeti Bajnokság I | Ferencváros T. C.         | Hungría | 2022 |
| Copa de Hungría     | Ferencváros T. C.         | Hungría | 2022 |